# Dingdong Dantes
José Sixto Dantes y González III, conocido como Dingdong Dantes (Ciudad Quezón, 2 de agosto de 1980), es un actor, cantante, modelo y presentador de televisión filipino. Es artista exclusivo de la red GMA y administra su propio estudio de producciones llamado "AgostoDos Pictures". Su novia es la actriz española Marian Rivera.

## Biografía
Nació el 2 de agosto de 1980 en Ciudad Quezón, es hijo de José Sixto Z. Dantes, Jr. y Angeline González. Su carrera artística comoenzó cuando era niño, pues a sus dos años de edad, apareció en un corte publicitario para productos lácteos en 1982. Trabajó en otros cortes publicitarios. hasta que se unió a un grupo de baile integrada por personas de sexo masculino llamado ABZTRACT, junto a su amigo, el actor Dino Guevara y su primo, el actor "Arturo Solinap". Más adelante, ambos como grupo empezaron a trabajar en un canal de televisión, como grupo fueron coanfitriones de los programas Eat Bulaga! y That's Entertainment. Su carrera como actor con el paso del tiempo fue evolucionando, participó en películas como "Shake, Rattle and Roll" y "My Love So Sweet and I'm Sorry My Love". Después de tres años trabajó en series de televisión como "T.G.I.S." producida por la red GMA y "Anna Karenina", de la red ABS-CBN.

## Filmografía

### Televisión
| Año       | Título                                        | Personaje                                   | Canal       |
| 1996/2002 | Anna Karenina                                 | Brix                                        | GMA Network |
| 1997/1999 | T.G.I.S.                                      | Iñaki Torres                                | GMA Network |
| 1997/2010 | SOP                                           | Co-Host                                     | GMA Network |
| 1998      | TEXT (The Extreme Team)                       | Lance                                       | GMA Network |
| 2000      | GMA Mini-Series: Tuwing Kapiling Ka           | Gerald                                      | GMA Network |
| 2001/2003 | Sana Ay Ikaw Na Nga                           | Carlos Miguel Altamonte a.k.a. Leomar Umpad | GMA Network |
| 2003/2004 | Twin Hearts                                   | Adrián Asunción                             | GMA Network |
| 2003      | Kakabakaba Adventures                         | Director                                    | GMA Network |
| 2003/2004 | StarStruck                                    | Himself / Host                              | GMA Network |
| 2004      | Love to Love: Sweet Exchange                  | David Saldana                               | GMA Network |
| 2004/2005 | StarStruck: The Second Wave                   | Himself / Host                              | GMA Network |
| 2004/2006 | Wag Kukurap                                   | Host                                        | GMA Network |
| 2005      | Kakabaka-boo                                  | Various                                     | GMA Network |
| 2005      | Encantadia                                    | Ybarro / Ybrahim                            | GMA Network |
| 2005/2006 | StarStruck: The Nationwide Invasion           | Himself / Host                              | GMA Network |
| 2006      | Etheria                                       | Ybarro / Ybrahim / Alexus                   | GMA Network |
| 2006      | Encantadia: Pag-ibig Hanggang Wakas           | Ybarro / Ybrahim                            | GMA Network |
| 2006/2007 | Atlantika                                     | Aquano                                      | GMA Network |
| 2006/2007 | StarStruck: The Next Level                    | Himself / Host                              | GMA Network |
| 2007      | Magic Kamison                                 | Rudy                                        | GMA Network |
| 2007/2008 | MariMar                                       | Sergio Santibanez                           | GMA Network |
| 2008      | Dyesebel                                      | Fredo Legaspi                               | GMA Network |
| 2009      | Ang Babaeng Hinugot sa Aking Tadyang          | Homer Alcaraz                               | GMA Network |
| 2009      | Stairway to Heaven                            | Cholo Fuentabella                           | GMA Network |
| 2009/2010 | StarStruck V: Worldwide Invasion              | Himself / Host                              | GMA Network |
| 2010      | Family Feud                                   | Host                                        | GMA Network |
| 2010/2012 | Party Pilipinas                               | Co-host                                     | GMA Network |
| 2010      | Diva                                          | Cameo Appearance                            | GMA Network |
| 2010      | Endless Love                                  | Johnny Dizon                                | GMA Network |
| 2011      | I Heart You, Pare!                            | Kenneth Castillo                            | GMA Network |
| 2011      | Spooky Nights Presents: Bampirella            | Alfonso                                     | GMA Network |
| 2011      | Mind Master                                   | Host                                        | GMA Network |
| 2011      | Spooky Nights Presents: Da Mami               | Franco                                      | GMA Network |
| 2011      | Spooky Nights: Ang Mama Kong Mamaw            | Bongbong                                    | GMA Network |
| 2011      | Gandang Gabi Vice                             | Himself Guest with Kris Aquino              | ABS-CBN     |
| 2012      | Protégé: The Battle For The Big Break         | Main Host                                   | GMA Network |
| 2012      | Amaya                                         | Ferdinand Magellan                          | GMA Network |
| 2012      | My Beloved                                    | Benjamin "Benjie" Castor / Arlan            | GMA Network |
| 2012      | Protégé: The Battle For The Big Artista Break | Main Host                                   | GMA Network |
| 2012      | Tweets For My Sweet                           | Special Guest                               | GMA Network |
| 2012      | The Bottomline with Boy Abunda                | Himself Guest                               | ABS-CBN     |
| 2012/2013 | Pahiram Ng Sandali                            | Alex                                        | GMA Network |
| 2013      | Celebrity Bluff                               | Guest Ganggnam                              | GMA Network |
| 2013      | Genesis                                       | Isaak Macalintal                            | GMA Network |
| 2014      | Ang Dalawang Mrs. Real                        | Anthony Real                                | GMA Network |
| 2015      | Pari 'Koy                                     | Padre Jericho 'Kokoy' Evangelista           | GMA Network |

### Especiales de televisión
| Televisión | Televisión  | Televisión   | Televisión  |
| ---------- | ----------- | ------------ | ----------- |
| Año        | Título      | Personaje    | Canal       |
| 1998       | T.G.I.X-Mas | Iñaki Torres | GMA Network |
| 1995–1999  | T.G.I.X-Mas | Iñaki Torres | GMA Network |

### Películas
| Películas | Películas                           | Películas             | Películas                                            | Películas |
| --------- | ----------------------------------- | --------------------- | ---------------------------------------------------- | --------- |
| Año       | Título                              | Personaje             | 'Producción                                          |           |
| 2014      | Kubot: The Aswang Chronicles 2      | Makoy                 | GMA Films, AgostoDos Pictures, Reality Entertainment |           |
| 2013      | Kimmy Dora: Ang Kiyemeng Prequel    | Johnson               | Spring Films, MJM Productions, and Quantum Films     |           |
| 2013      | She's The One                       | Wacky                 | Star Cinema                                          |           |
| 2013      | Dance of the Steelbars              | Inmate                | GMA Films & Portfolio Pictures                       |           |
| 2012      | One More Try                        | Edward                | Star Cinema                                          |           |
| 2012      | Tiktik: The Aswang Chronicles       | Makoy                 | GMA Films                                            |           |
| 2012      | Boy Pick-Up: The Movie              | Cameo                 | GMA Films & Regal Films                              |           |
| 2012      | Kimmy Dora and The Temple of Kiyeme | Johnson               | Star Cinema & Spring Films                           |           |
| 2011      | Segunda Mano                        | Ivan Gálvez           | Star Cinema                                          |           |
| 2011      | Tween Academy: Class of 2012        | Cameo                 | GMA Films                                            |           |
| 2010      | You to Me Are Everything            | Raphael Benítez       | GMA Films & Regal Films                              |           |
| 2009      | Kimmy Dora: Kambal sa Kiyeme        | Johnson               | Star Cinema, Spring Films & MJM Productions          |           |
| 2008      | One True Love                       | Miguel "Migs" Mijares | GMA Films                                            |           |
| 2007      | Resiklo                             | Angelo                | Imus Productions                                     |           |
| 2006      | Eternity                            | Crisanto              | Regal Films                                          |           |
| 2005      | Moments of Love                     | Marco                 | GMA Films                                            |           |
| 2005      | Mulawin The Movie                   | Ybrahim               | GMA Films                                            |           |
| 2005      | Bahay ni Lola 2                     | Rupert                | Regal Films                                          |           |
| 2004      | Spirit of the Glass                 | Noel                  | OctoArts Films & Canary Films                        |           |
| 2004      | Annie B.                            | Fernando              | Viva Films                                           |           |
| 2003      | Malikmata                           | Alvin                 | Canary Films                                         |           |
| 2003      | Pangarap Ko Ang Ibigin Ka           | Kevin                 | Viva Films                                           |           |
| 2002      | Magkapatid                          | Mike                  | Viva Films                                           |           |
| 2002      | Akala mo                            | Eric                  | Viva Films                                           |           |
| 1999      | Kiss Mo 'Ko                         | Aaron Vincent Nakpil  | Viva Films                                           |           |
| 1999      | Honey, My Love, So Sweet            | Paco                  | Viva Films                                           |           |
| 1998      | I'm Sorry, My Love                  | Butch                 | Viva Films                                           |           |
| 1994      | Shake Rattle & Roll 5               | Elmer                 | Regal Films                                          |           |
| 1994      | Hindi Magbabago                     | Ritchie               | Regal Films                                          |           |
| 1993      | Edgardo Gang: Santa Rosa Daang      | Ben Santa Rosa        |                                                      |           |
| 1993      | Makati Avenue Office Girls          | Marco                 | Regal Films                                          |           |
| 1992      | Takbo Talon Tili                    | German                | Seiko Films                                          |           |
| 1987      | Forward Match                       | Small Boy             | Regal Films                                          |           |